# Adam og Evas liv
Adam og Evas Liv, også i den græske version kaldet Moses' Apokalypse, er en jødisk pseudopigrafisk gruppe af skrifter, der indeholder en beskrivelse af Adam og Evas liv efter uddrivelsen fra Edens Have og indtil deres død. Skriftet indeholder flere detaljer om Syndefaldet, herunder Evas version af forløbet. Satan forklarer, at han trodsede Gud, da Gud bød ham at knæle for Adam. Ved Adams død loves Adam og Adams efterkommere genopstandelse.
Der er tale om en gruppe af skrifter, der er udgivet i forskellige versioner på forskellige sprog, oldgræsk, latin, slavonsk, armensk og georgisk. og et eller to fragmenter på koptisk. Disse tekster benævnes ofte samlet som Adamsbøgerne.
Teksterne afviger en del i længde og indhold, men er for størstedelens vedkommende baseret på en enkelt kilde, der i dag ikke kendes.:251  Bortset fra enkelte åbenbare efterfølgende indsættelser, indeholder skrifterne ikke lærdom i den kristne tradition. Hver af versionerne indeholder unikt materiale, ligesom der er variationer og udeladelser.
De i dag eksisterende udgaver er nedskrevet fra det tidlige 3. århundrede til det 5. århundrede,:252  men den litterære kerne i skrifterne anses for langt ældre og af hovedsagelig jødisk oprindelse. Der er bred konsensus om, at originalsproget er et semitisk sprog:251  fra omkring det 1. århundrede.:252 

## Temaer
De teologiske emner i teksterne omfatter konsekvenserne af Syndefaldet, herunder sygdom og død. Andre temaer omfatter Adams skabelse i Edens Have, Satans udstødelse fra Haven, salvingen med olien fra Livets Træ og en kombination af ophøjelse og antropomorfisme af Gud. Idéen om opstandelse fra de døde præger skrifterne, men der er ingen referencer til Messias, hvilket er en stærk indikation af skrifternes jødiske oprindelse.
Adam og Evas Liv har endvidere omfattende omtale af Set, og er derfor et vigtigt skrift ved studiet af Set og Sets indflydelse indflydelse i bl.a. Islam og for den gnostiske sekt setianerne.
Der kan findes paralleller til passager i Det Nye Testamente, såsom referencerne til Livets Træ (Johannes' åbenbaring 22:2). De tydeligste ligheder består i idéerne i 2. Korintherbrev: Eva som kilden til synd (2 Kor 11,3), Satan der forklæder sig som lysets engel (2 Kor 11,14) og placeringen af Paradiset i den tredje himmel (2 Kor 12,2). Der er dog ikke nogen direkte sammenhæng mellem Det Nye Testamente og Adam og Evas liv, men lighederne antyder, at Paulus og forfatteren af skriftet Anden Enoksbog var kraftigt inspireret af dette værk og delte flere af dettes idéer.

## Eksterne links
- Adam and Eve Archive Project - Projektside med skrifterne opdelt efter sprogversion, oversat til engelsk